# Pir-Bakran-Mausoleum
Das Pir-Bakran-Mausoleum (persisch آرامگاه پیربکران Aramgah e Pir Bakran, IPA:  ɑɾɑmgɑh ɛ piɾ bæcɾɑn) ist ein historisches Mausoleum in Pir-Bakran, der Hauptstadt des gleichnamigen Landkreises in der Provinz Isfahan. Es stammt aus der Ilchaneära.
Die Namensinschriften der Raschidun-Kalifen zeigen, dass der Bau zur frühen Zeit des Übertritts der Mongolen zum sunnitischen Islam gehört. Der mit kleinen Nebeniwanen und bogenförmigen Portalen umgebene Hof wurde mit Kufiinschriften und Stuck in Form von Blumen und Sträuchern dekoriert. Die Stuckarbeiten stammen von Mohammad Naghash. 
Das Grab des Mohammad ebn-e Bakran befindet sich hinter dem Hof. Er war ein Sufi und Mystiker im 13. Jahrhundert. Ein kleiner geschlossener Raum an der Nordseite des Hofes gilt als sein der Ort, an dem er lehrte. Das Mausoleum ist völlig mit Stuck und Keramikfliesen dekoriert.